# Salmo 87
Il salmo 87 (86 secondo la numerazione greca) costituisce l'ottantasettesimo capitolo del Libro dei salmi.
È tradizionalmente attribuito ai figli di Core. È utilizzato dalla Chiesa cattolica nella liturgia delle ore.